# Alekséi Shájmatov

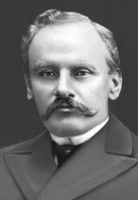
Alekséi Shájmatov.

Alekséi Aleksándrovich Shájmatov (en ruso: Алексей Александрович Шахматов; Narva, 5 de juniojul./ 17 de junio de 1864greg. – Petrogrado, 16 de agosto de 1920) es un filólogo ruso, investigador de la historia de la lengua rusa. Fue académico de la Academia de Ciencias de San Petersburgo así como el fundador de los estudios de las crónicas antiguas rusas y, muy especialmente, de la Crónica de Néstor.

## Biografía
Ingresó en la Universidad de Moscú en 1883 donde estudió en la Facultad de historia y filología. Fue discípulo de F. F. Fortunátov. Durante sus estudios se relacionó con los filólogos más relevantes de su tiempo, tales como I. V. Yáguich, F. E. Korsh, A. I. Sobolevski y otros.
Su tesis de doctorado de 1894 se titula Ensayos de la historia de la fonética rusa antigua.
En 1898, ingresó en la Academia de Ciencias de San Petersburgo, fue el académico más joven en toda la historia de la Academia (tenía 34 años).
Desde 1910, fue el catedrático de la Universidad de San Petersburgo. 
Murió de hambre en 1920 en Petrogrado.